# Hugo Sabido
Madeira Sabido est un nom portugais ; le premier nom de famille (d'usage facultatif) est Madeira et le second est Sabido.
Hugo Manuel Madeira Sabido (né le 14 décembre 1979 à Oeiras) est un coureur cycliste portugais, professionnel de 2001 à 2016.

## Palmarès
- 2002
  - 5e étape du Grand Prix Abimota
- 2003
  - 3e étape du Tour de l'Alentejo
  - 2e du Grand Prix Gondomar
  - 3e du Tour de l'Alentejo
- 2004
  - 2e étape du Tour de l'Alentejo
  - Circuit de Malveira
  - 7e étape du Tour de Pologne
  - 2e du Tour de Pologne
- 2005
  - Tour de l'Algarve :
    - Classement général
    - 5e étape

  - Circuit de Malveira
  - Grande Prémio Vinhos da Estremadura :
    - Classement général
    - 3eb étape

  - 2e du Circuito de São Bernardo
  - 2e du Circuit de Alcobaça
- 2006
  - 2e du Circuit de Alcobaça
- 2009
  - 3e de la Clássica da Primavera
- 2010
  - Volta ao Concelho da Maia :
    - Classement général
    - 2e étape

  - 3e du Circuit de Malveira
- 2011
  - Prologue du Tour du Portugal
  - 3e du Circuito de São Bernardo
  - 2e du championnat du Portugal du contre-la-montre
  - 3e du Circuit de Malveira
- 2012
  - 3e étape du Grand Prix Onda-Boavista
  - 2e du Tour du Portugal
  - 2e du Circuit de Nafarros
  - 2e du Grand Prix Onda-Boavista
- 2013
  - 1re étape du Grand Prix Jornal de Notícias
  - 2e étape du Grand Prix Abimota
  - 3e du championnat du Portugal du contre-la-montre
- 2014
  - 2e étape du Tour des Terres de Santa Maria da Feira

## Classements mondiaux
| Année            | 2005 | 2006 | 2007 | 2008 | 2009 | 2010 | 2011 | 2012 | 2013  | 2014 | 2015 |
| ---------------- | ---- | ---- | ---- | ---- | ---- | ---- | ---- | ---- | ----- | ---- | ---- |
| UCI Africa Tour  |      |      | 73e  | 21e  |      |      |      |      |       |      |      |
| UCI Europe Tour  | 122e | 352e | 239e |      | 671e | 758e | 403e | 91e  | 1144e | 778e | nc   |
| UCI Oceania Tour |      |      |      |      | 61e  |      |      |      |       |      |      |